# Karotenoidi
Karotenoidi (karoten od fr. carotène, od carotte: mrkva) skupina su prirodnih žutih, narančastih i crvenih pigmenata vrlo raširenih u prirodi, posebno u tamnozelenome lisnatom povrću te u žutonarančastome voću i povrću. Poznato ih je više od 700, od kojih se 50 može upijati (apsorbirati) i metabolizirati u ljudskom organizmu. Smatra se da imaju preventivan učinak na karcinogenezu. Po kemijskoj su građi alifatski ili alifatsko-aliciklički ugljikovodici ili njihovi kisikovi derivati s politerpenskom strukturom i s mnogobrojnim konjugiranim (povezanim) dvostrukim vezama. Većina karotenoida ima u molekuli 40 ugljikovih atoma. Dobivaju se iz prirodnih materijala ekstrakcijom otapalima i kromatografskom adsorpcijom. Najznačajniji je spoj u toj skupini karoten (β-karoten, C40H56), redoviti pratilac klorofila u zelenim biljkama; ima ga i u mnogim cvjetovima i plodovima, u mrkvi, a u jetri se pretvara u vitamin A. Ksantofil (C40H56O2) žuti je pigment (jesenska žuta boja lišća) koji se nalazi u biljnim kloroplastima, likopen (C40H56) daje crvenu boju rajčici i lubenici, fukoksantin i rodoksantin nalaze se u smeđim i crvenim algama. Karotenoidi upijaju svjetlost valne duljine koja odgovara plavom ili plavo-ljubičastom spektru svjetlosti. Neki karotenoidi u tijelu čovjeka mogu imati ulogu antioksidansa, dok β-karoten sadrži vitamin A koji pomaže u održanju vida. Biljke koje su bogate karotenoidima najčešće imaju nisku razinu lipida.

## Biljni pigmenti
Pigment (lat. pigmentum: boja) je tvar različita kemijska sastava koja je nositelj boje u živih organizama. Nalaze se u stanicama u obliku zrnaca, kapljica i kristala; često su vezani na bjelančevine. Važni su za život biljaka, životinja i čovjeka. Podrijetlo im je dvojako: stvoreni su u protoplazmi specijalnih stanica kao endogeni pigmenti (plastidi) ili dospijevaju u stanice infiltracijom kao egzogeni pigmenti. Najrašireniji su pigmenti: porfirini (klorofil, hemoglobin, citokromi i drugi), karotenoidi (žuti ksantofili i narančasti do narančastocrveni karoteni, koji se nalaze u različitim tkivima biljaka, praživotinja, spužava, mahovnjaka, ježinaca, kralježnjaka, te fukoksantin u smeđih i nekih drugih alga), fikobilini (fikoeritrin i fikocijan), antocijani (crvene, ljubičaste i plave boje) te njihove bezbojne modifikacije leukoantocijanidini (bijela boja latica), flavoni i flavonoli (žute boje poznate i pod nazivom antoksantini; nalaze se u listovima, cvjetovima i plodovima biljaka, a dolaze i u nekih vrsta kukaca i ježinaca). U vakuolama većine biljaka reda Caryophyllales nalaze se crveni ili žuti betalaini, koji u svojoj molekuli sadrže dušik: betanidin u korijenu cikle, filokaktin u biljkama roda Phyllocactus, žuti pigment u zapadnoindijske opuncije. Takav je i amanitin, crveni pigment u otrovne gljive crvene muhare. U biljnom svijetu rašireni su i kinoni (primjerice smeđa jesenja boja listova kruške), a dolaze i u unutarnjim organima ježinaca i kukaca (naftokinoni). U perju, dlakama i koži životinja i čovjeka nalaze se  melanini. Kod patoloških stanja pigmenti mogu biti abnormalno pojačani (na primjer kod žutice) ili ih nema (albinizam). Raspodjela pigmenata na površini (koži) ljudskoga, životinjskoga ili biljnoga organizma naziva se pigmentacija.